# Sebastopol (Mississippi)
Sebastopol város az Amerikai Egyesült Államok Mississippi államában, Leake és Scott megyében. Lakosainak száma 266 fő (2020. április 1.).

## Népesség
A település népességének változása:

| 2010 | 272 |
| 2020 | 266 |